# Sticky Icky
"Sticky Icky" là một ca khúc của nam ca sĩ người Mỹ gốc Cuba Pitbull. Ca khúc được chọn làm đĩa đơn thứ tư cho The Boatlift, album phòng thu thứ ba của anh, và được phát hành vào ngày 15 tháng 5 năm 2007. Ca khúc được sáng tác bởi Armando C. Pérez, Jonathan Smith,  Joseph G. Jones và được sản xuất bởi Lil Jon.

## Danh sách thực hiện
- Hát chính – Pitbull, Jim Jones
- Sản xuấts – Lil Jon
- Người viết bài hát –Armando C. Perez, Jonathan Smith,  Joseph G. Jones
- Hãng đĩa: TVT, Bad Boy Latino

## Danh sách ca khúc
- Tải kỹ thuật số[1]

1. "Sticky Icky" (Album Version) – 3:58

## Lịch sử phát hành
| Quốc gia | Ngày                | Định dạng       | Hãng đĩa            |
| -------- | ------------------- | --------------- | ------------------- |
| Mỹ       | 15 tháng 5 năm 2007 | Tải kỹ thuật số | TVT, Bad Boy Latino |